# Karl Johan Wickman
Karl Johan Wickman, född 27 november 1836 i Stora Kopparbergs socken, Dalarnas län, död 23 augusti 1909 i Falu Kristine församling, Falun, Dalarnas län, var en svensk orgelbyggare och instrumentmakare i Skövde.

## Biografi
Karl Johan Wickman föddes 27 november 1836 i Stora Kopparbergs socken. Han var son till pigan Johanna Wickman. De flyttade 1844 till Falun. Wickman blev 1850 lärling hos guld och silverarbetaren Carl Herdin i Falun. Han flyttade 1858 till Stockholm och blev där guldsmedsgesäll. Wickman var 1868 orgelbyggarelev i Stockholm. Kommer 1870 från Stockholm. Han flyttar 1870 till Norra kvarteret 22 i Örebro och blir orgelarbetare hos orgelbyggaren Erik Adolf Setterquist fram till 1874. Wickman gifter sig 1771 med Amalia Elisabeth Jakobsson. De bor från 1872 på Södra kvarteret nr 60 i Örebro. Wickström flyttar 1874 med familjen till Brogården i Vist socken. Familjen flyttar sedan 1876 till Stockholm. 1903 flyttar han med dottern till Falun och bosätter sig där på gård nr 12 på Övre Älvsborgs kvarter nr 61. Han avlider den  23 augusti 1909 där och begravs den 29 augusti samma år.
Wickman byggde under 1880-talet orgelverk i Västergötland och Södermanland. 

### Familj
- Gift första gången med Math. Svensson (född 1835), de skilde sig 9 november 1869.
- Gift sig 30 september 1871 med Amalia Elisabeth Jakobsson, född 1 december 1843 i Odh, Älvsborgs län.
  - Elvira Lovinia, född 8 juli 1871 i Örebro Nikolai församling, Örebro.[14]
  - Johanna Elisabeth, född 18 oktober 1873 i Örebro Nikolai församling, Örebro,[15] död 22 mars 1876 i Vist socken.
  - Karl Bernhard, född 31 mars 1875 i Vist socken, död 8 maj 1875 i Vist socken.
  - Esther Maria, född 28 oktober 1882 i Skövde.

### Gesäller
- 1873–1875 - Johan Gustaf Gylle, född 20 augusti 1853 i Eks socken. (orgelarbetare, elev 1873–1874)

## Lista över orglar
| År   | Ursprunglig kyrka  | Stift     | Bild | Manualer | Pedal | Stämmor | Bevarad orgel/fasad | Övrigt                                               |
| ---- | ------------------ | --------- | ---- | -------- | ----- | ------- | ------------------- | ---------------------------------------------------- |
| 1879 | Hålta kyrka        |           |      |          |       |         |                     |                                                      |
| 1881 | Bällefors kyrka    | Skara     |      |          |       |         |                     |                                                      |
| 1883 | Acklinga kyrka     | Skara     |      |          |       |         |                     |                                                      |
| 1884 | Västerljungs kyrka | Strängnäs |      |          |       | 6       | Nej/Ja              | En ny orgel byggdes 1954 av Åkerman & Lund, Knivsta. |
| 1889 | Agnetorps kyrka    |           |      |          |       |         |                     |                                                      |